# Masaharu Taguchi
Masaharu Taguchi (Japans: 田口正治, Taguchi Masaharu) (Kyoto, 9 januari 1916 – 29 juni 1982) was een Japans zwemmer.
Masaharu Taguchi nam eenmaal deel aan de Olympische Spelen; in 1936. In 1936 nam hij deel aan het onderdeel 4x200 meter vrije slag. Hij maakte deel uit van het team dat het goud wist te veroveren.